# Виллугбейа усиконосная
Виллугбейа усиконосная (лат. Willughbeia cirrhifera) — вид двудольных растений рода Виллугбейа (Willughbeia) семейства Кутровые (Apocynaceae). Под текущим таксономическим названием было описано в 1959 году шри-ланкийским ботаником Бартоломеушем Аристидисом Абейуикрамой.

## Распространение, описание
Эндемик Шри-Ланки, распространённый на юго-западе страны. Произрастают в низменных влажных вечнозелёных лесах.
Ползучее растение. Листья железистые, цветки белые.

## Замечания по охране
Вид считается уязвимым перед угрозой к исчезновению (статус «Vulnerable») согласно классификации Международного союза охраны природы. Виллугбейи — растения, численность взрослых особей которых в настоящее время резко понижается.

## Значение
Древесина и кора имеют антисептические свойства.

## Синонимика
Синонимичные названия:
- Ancylocladus ceylanicus (Wight) Kuntze
- Chilocarpus ceylanicus Wight